# Cantón de Lombez
El cantón de Lombez era una división administrativa francesa, que estaba situada en el departamento de Gers y la región de Mediodía-Pirineos.

## Composición
El cantón estaba formado por veinticinco comunas:
- Betcave-Aguin
- Cadeillan
- Espaon
- Garravet
- Gaujac
- Gaujan
- Laymont
- Lombez
- Meilhan
- Mongausy
- Montadet
- Montamat
- Montégut-Savès
- Montpézat
- Pellefigue
- Puylausic
- Sabaillan
- Saint-Élix
- Saint-Lizier-du-Planté
- Saint-Loube
- Sauveterre
- Sauvimont
- Simorre
- Tournan
- Villefranche

## Supresión del cantón de Lombez
En aplicación del Decreto nº 2014-254 de 26 de febrero de 2014, el cantón de Lombez fue suprimido el 22 de marzo de 2015 y sus 25 comunas pasaron a formar parte; veinticuatro del nuevo cantón de Valle del Save y una del nuevo cantón de Astarac-Gimone.